# Vladimer Boisa
Vladimer Boisa (georgiska: ვლადიმერ ბოისა) född 4 juli 1981 i Rustavi, är en georgisk basketspelare som för närvarande spelar för den slovenska klubben KK Union Olimpija. Boisa spelar även i Georgiens basketlandslag.

## Karriär
Boisa inledde sin karriär som ungdom i hemstadsklubben Azot Rustavis ungdomslag. Han gjorde sin debut i Azot under säsongen 1996-97. Boisa var en av nyckelspelarna i klubben innan han, 1998, flyttade till den slovenska klubben KK Postojna. Året därpå (säs. 1999-00) gick han till KK Union Olimpija, men han var utlånad till KD Slovan. Han spelade i Slovan under två säsonger innan han gick till Union Olimpija. Boisa stannade i klubben under fyra år, fram till 2005 då han gick till Mens Sana Basket i Italien med vilka han skrev på ett treårskontrakt. Han spelade dock endast två säsonger med klubben innan han gick till Spartak Primorje i Ryssland. 2008 flyttade han till grekiska Aris Basketklubb. 
Säsongen 2008-09 skrev han på för Menorca Bàsquet. I februari 2009 blev han dock sparkad från klubben. Snart efter att han fått sparken från sin spanska klubb skrev han på för den kroatiska klubben KK Zadar. Sedan 2010 spelar han återigen i KK Union Olimpija.